# يفغيني يوردانوف
يفغيني يوردانوف (بالبلغارية: Евгени Йорданов)‏ هو لاعب كرة قدم بلغاري في مركز الهجوم، ولد في 4 فبراير 1978 في كيوستينديل في بلغاريا. لعب مع أمكار بيرم وبيرين بلاغويفغراد وسسكا صوفيا وفيهرين ساندانسكي ونادي بيروي ستارا زاغورا ونادي سبارتاك فارنا.

## وصلات خارجية
- يفغيني يوردانوف على موقع قاعدة بيانات كرة القدم.إي يو (الإنجليزية)
- يفغيني يوردانوف على موقع Soccerway.com (الإنجليزية)